# Wald-Michelbach
Wald-Michelbach ist ein Marktflecken und der ländliche Zentralort des Überwaldes im Odenwald; mit einer Fläche von über 74 km² ist der Ort die flächenmäßig größte Gemeinde im südhessischen Landkreis Bergstraße, noch vor der Stadt Lampertheim.

## Geographie

### Geographische Lage
Das Gemeindegebiet erstreckt sich 13 km in nordsüdlicher und 7 km in ostwestlicher Richtung. Im Süden grenzt es an Baden-Württemberg. Die Gemeindegrenze folgt im Osten dann ein Stück dem Finkenbach bevor sie westlich des Wetterbergs und östlich des Geiersbergs nach Norden verläuft. Im Norden wird das Gemeindegebiet durch die Gemeinde Grasellenbach begrenzt. Vor der Tromm biegt die Gemeindegrenze nach Süden ab bis wieder die baden-württembergische Grenze erreicht.
Die Kerngemeinde Wald-Michelbach liegt ca. 16 km südöstlich von Heppenheim und 13 km östlich von Weinheim zentral im Gemeindegebiet. Das Gebiet der Kerngemeinde besteht aus der Gemarkung Wald-Michelbach mit einer Fläche von 1956 Hektar, davon sind 1080 Hektar Wald. In der Gemarkung liegen die folgenden aktuellen bzw. historischen Siedlungsplätze:
- Burg Wald-Michelbach[4]
- Siedlung Hardberg[5]
- Weiler Kuhklingen[6]
- Wüstung Lichtenklinger Hof[7]
- Hof Mühlklingen[8]
- Siedlung Neustadt[9]
- Weiler Ober-Mengelbach[10]
- Weiler Seckenrain[11]
- Siedlung Spechtbach[12]
- Weiler Stallenkandel[13]
- Weiler Straßburg[14]
- Wüstung Wetzels[15]
- Kloster der Schwestern von der göttlichen Vorsehung[16]

### Geologie
Wald-Michelbach liegt im Zentrum der geologischen Entwicklung des Odenwaldes, am Schnittpunkt des nördlichen Böllsteiner Odenwaldes, des westlichen Trommgranits und des östlichen Buntsandstein-Odenwaldes. Diese Formationen wurden verursacht durch große Bewegungen der Erdkruste in zwei verschiedenen Erdzeitaltern und einer zwischenzeitlichen Abtragung und Sedimentation.
- Die Biotitgranite sind – wie die etwas älteren Granodiorite des Weschnitzplutons – im Erdaltertum (Paläozoikum) entstanden, bzw. aus Altbeständen umgeformt worden. Die Größe und Verteilung der Kontinente war zu dieser Zeit ganz anders als heute[17]: „Mitteleuropa“ lag in einem Ozean-Gebiet südlich des Äquators und bestand aus kleinen Kontinenten. Damals driftete durch die Kontinentalverschiebung ein Südkontinent auf einen Nordkontinent zu. Dadurch kollidierten die dazwischenliegenden „mitteleuropäischen“ Zwerg-Kontinente und in der Devon und Karbon-Zeit (vor etwa 380-320 Mio. Jahren) erhob sich auf und zwischen ihnen das variszische Gebirge, zu dem der Odenwald zählt.[18] Infolge der Zusammenschiebungen (Subduktion) wurden einmal die alten Gesteine tief in die Erdkruste versenkt und in dem oberen Erdmantel in ca. 15 Kilometer Tiefe aufgeschmolzen, zum Zweiten langsam – zusammen mit Magmagesteinen – zurück in die Erdkruste hochgedrückt, wo sie im Laufe von 60 Mio. Jahren allmählich abkühlten und sich verfestigten.[19] Bei diesen tektonischen Prozessen rissen die Gesteinsmassen immer wieder auf und gaben Raum für Veränderungen. Im Gebiet um Kreidach und Ober-Mengelbach entwickelte sich eine Mischzone mit granitischen Gesteinen und umgewandelten Altbeständen (Schiefer bzw. Biotit-Plagioklas-Gneis-Schollen, früher als Amphibolit bezeichnet). Die Spalten füllten sich mit Schmelzen, die dort zu Ganggesteinen auskristallisierten. Ältere Biotitgranite wurden durch jüngere aplitartige Granite durchtrümmert, z. B. westlich von Siedelsbrunn und Wald-Michelbach.
- In der Vorgeschichte des Granit-Odenwalds bildete sich bereits der Böllsteiner Gneis. Er ist aus granitischen Gesteinen hervorgegangen, die vor etwa 410 Mio. Jahren als glühend heiße Magmen von unten in ältere sedimentäre Gesteine eingedrungen sind. Diese wurden gemeinsam – infolge der Zusammenschiebungen – in tiefere Bereiche der Erdkruste versenkt und dort bei hohem Temperatur-Druck zu Schiefern und Gneisen metamorphosiert. Eine alte Störungszone, die NNE verlaufende Otzbergspalte, die sich vom Otzberg – über Wald-Michelbach – nach Süden bis zur Oberrheingraben-Grenze Heidelberg /Karlsruhe fortsetzt, bildet den westlichen Rand des Böllsteiner Gneises, der – als schmale Gneis-Zwischenzone – über Hammelbach und Scharbach bis Aschbach nachweisbar ist, größtenteils jedoch unter der Buntsandsteindecke versteckt liegt. An dieser Linie schob sich durch die Kontinentaldrift der westliche Bergsträßer Odenwald (im Unterkarbon vor etwa 333 bis 329 Mio. Jahren entstanden) an den älteren Böllsteiner Odenwald. Der vor ca. 320 Mio. Jahren nachdringende Trommgranit verschweißte im weiteren Verlauf der Plattenkollision die beiden Gebirgsteile.[20]
- Vor etwa 260 Mio. Jahren – das Granit-Gneis-Gebirge ist inzwischen bis zum Sockel abgetragen – überschwemmte im Erdzeitalter des jüngeren Perm das sogenannte Zechsteinmeer den Odenwald und überdeckte ihn mit Ablagerungen, die für den Überwälder Bergbau bedeutsam sind: Dolomite, in die später eisen- und manganhaltige Quarzlösungen eindrangen. Die Sedimentationsgeschichte setzt sich im Mesozoikum (Erdmittelalter) zwischen 251 und 65 Mio. Jahren mit der Ablagerung – bis zu 600 m – mächtiger Buntsandstein-, Muschelkalk-, Keuper- und Jura[21] – Schichten fort.
- Lange Zeit später kam es in Mitteleuropa wieder zu starken Bewegungen in der Erdkruste: In Verbindung mit einer Rift-Zone vom Mittelmeer bis an die Nordsee brach – im Tertiär vor ca. 45 Mio. Jahren – der Oberrheingraben ein. In der Folge zerlegten viele Kreuz- und Querklüfte das Gebiet des heutigen Odenwaldes in Gebirgsblöcke und Gräben. Einige Spalten im Wald-Michelbacher Raum füllten sich mit Quarz – und Schwerspatlösungen (Baryt-Abbau um 1890). Durch ein – die Verwitterung und Abtragung begünstigendes – warmfeuchtes Tertiär-Klima und fluviatile Ausräumung des Hangschutts schnitten sich die Bäche tief ins Gelände ein und zersägten die Bergmassive. Dabei entwickelte sich eine Schichtstufenlandschaft und die mächtigen Jura-, Keuper-, Muschelkalk- und Zechstein-Sedimente wurden sukzessiv nach SE hin abgetragen. Die erodierenden Kräfte legten von der Bergstraße bis zum Trommrücken den kristallinen Gebirgsrumpf wieder frei. In Orientierung an alte Störungszonen (Gersprenztal, oberes Ulfenbachtal) veränderten die Bäche ihren Lauf. Im östlichen Odenwald bestimmen nur noch die Buntsandsteinablagerungen das Landschaftsbild: Im Wald-Michelbacher Raum verläuft die Grenze am Osthang des Ulfenbachtals von Affolterbach, Aschbach, Unter-Wald-Michelbach und schwenkt dann nach Westen (Siedelsbrunn). Am Buntsandsteinstufenrand wurde die darunter liegende Zechsteinschicht mit den Eisen- und Manganerzen für den Bergbau zugänglich, z. B. bei Straßburg-Unter-Waldmichelbach und Aschbach.[22] Berge und Hänge zerteilten sich durch Risse in Blöcke, die anschließend durch Chemische Verwitterung kugelförmige Felsburgen und -meere bildeten (Wollsackverwitterung), z. B. auf der Tromm.
- In der nachfolgenden Eiszeit herrschte im Odenwald ein Permafrost-Klima. D. h. der Boden war ständig tief gefroren. Bei Erwärmung (Ende der Eiszeit) taute die obere Schicht auf, die vom Schutt befreiten Gesteine rutschen auf dem noch gefrorenen Untergrund hangabwärts. So bildete sich im Lauf der Jahrmillionen aus dem Rumpf des variszischen Gebirges und der verbliebenen Buntsandsteindecke das heutige typische Mittelgebirgs-Landschaftsbild um Wald-Michelbach.
- In der Gemarkung ging von 1889 bis in die 1930er Jahre intensiver Bergbau auf Mangan um, die Grube Ludwig kann heutzutage als Besucherbergwerk besichtigt werden, für Details, siehe: Liste von Bergwerken im Odenwald.

### Name
Nicht zu verwechseln ist der Ort mit dem namensähnlichen Waldmichelbach, einem Ortsteil der Gemeinde Bessenbach im bayerischen Landkreis Aschaffenburg.

### Nachbargemeinden
Wald-Michelbach grenzt im Norden an die Gemeinde Grasellenbach, im Osten an die Gemeinde Mossautal und die Stadt Oberzent (beide im Odenwaldkreis), im Süden an die Stadt Eberbach (Stadtteil Brombach) und die Gemeinden Heddesbach und Heiligkreuzsteinach (alle drei Rhein-Neckar-Kreis in Baden-Württemberg) sowie im Westen an die Gemeinden Abtsteinach, Mörlenbach und Rimbach.

### Gemeindegliederung
Die Gemeinde Wald-Michelbach setzt sich aus folgenden Ortsteilen bzw. Gemarkungen zusammen
- Kerngemeinde Wald-Michelbach mit den nordwestlich anschließenden Weilern Ober-Mengelbach und Stallenkandel. Im Süden schließen sich die Weiler Spechtbach, Kuhklingen und Seckenrain an und am Ulfenbach im Südosten Straßburg; auch St. Maria in Lichtenklingen, zwischen Hardberg (593 m) und Stiefelhöhe (584 m) ganz im Südwesten gelegen, gehört noch zur Wald-Michelbacher Gemarkung
- Im Westen der Gemeinde liegen Kreidach und Siedelsbrunn
- Im Süden liegen Ober-Schönmattenwag und Unter-Schönmattenwag mit Frankel, Korsika, Ludwigsdorf, Holmbach, Schönbrunn und Flockenbusch
- Im Osten grenzt Aschbach mit dem ehemaligen Dürr-Ellenbach an
- Nördlich der Kerngemeinde schließen Hartenrod und Gadern an, gefolgt von Affolterbach und Kocherbach

### Räumliche Planung
Im Regionalplan Südhessen ist Wald-Michelbach als Unterzentrum ausgewiesen.

## Geschichte

### Ortsgeschichte
Das Bestehen des Ortes lässt sich unter dem Namen Michilnbach urkundlich zurückverfolgen bis in das Jahr 1238. Damals war hier von einer ecclesia (Kapelle oder Kirche) die Rede, die dem Laurentius geweiht war. Das Kloster Lorsch hatte bereits Besitzungen im Gebiet von Wald-Michelbach, ohne dass der Ortsname in den erhaltenen Kloster-Dokumenten genannt wird. Auf dem Gelände der heutigen evangelische Kirche befand sich die Burg Wald-Michelbach, die wahrscheinlich im 12. oder 13. Jahrhundert errichtet wurde. Der untere Teil des Kirchturms ist wahrscheinlich mit dem Wohnturm eines Adelssitzes identisch, von dem in einem Vertrag von 1264 als „Herrenhof des Abtes“ die Rede ist. An der Nordwestecke des ehemaligen Burggeländes stand bis 1863 die Ruine eines Zentturms, der 1693 durch Franzosen zerstört worden war.
Ab 1264 gehörte der Ort zur Kurpfalz und war zeitweise Lehen der Schenken von Erbach und anderen. Nach der Auflösung der Kurpfalz 1803 kam Wald-Michelbach an Hessen-Darmstadt und war bis 1821 Sitz einer Amtsvogtei. Ebenso war der Ort ab 1853 Sitz eines Landgerichts, ab 1879 des Amtsgerichts Wald-Michelbach, das 1968 aufgelöst wurde. Danach gehörte Wald-Michelbach zum Gerichtsbezirk des Amtsgerichts Fürth.
Seit 1901 war Wald-Michelbach Station der Überwaldbahn, einer Eisenbahnverbindung von Wahlen nach Mörlenbach. Dort bestand ein Anschluss an die Weschnitztalbahn. Die Strecke wurde 1983 für den Personenverkehr und 1994 für den Güterverkehr stillgelegt.
Historische Beschreibungen
Im Versuch einer vollständigen Geographisch-Historischen Beschreibung der Kurfürstl. Pfalz am Rheine findet sich 1786 über Wald-Michelbach:

„Wald-Michelbach. Ein großes Dorf im Odenwalde, drei Stunden von Lindenfels, gränzet
gegen Ost an das Kurmainzische Dorf Asbach und Herderrode; gegen Süd an das folgende Dorf Ober-Schönmattenwaag; gegen West an Kreidach; gegen Norden an das Kurmainzische Dorf Gadern.
Wiewohl das Kloster Lorsch in diesem Michelbach ansehnlich begütert gewesen, so kommt doch dessen Namen in den sonst zahlreichen Urkunden nirgends vor. […] Durch das Dorf flieset die von der Hammelbacher Zent kommende Ulvenbach, nimmt dahier die bei Gadern entspringende Bach auf, und laufet nach dem nächstfolgenden Ober-Schönmattenwag. Die Ulvenbach treibt eine Mahl- eine Schneid- und eine Papiermühle nebst einem Eisenhammer; die Dorfbach aber in dem Orte selbst eine Mahlmühle. In des Dorfes Gemarkung entspringet auch die Euterbach, und flieset nach Siedelsbrunn. Durch das Dorf ziehet eine von Mildenberg und dem Mainstrom nach Weinheim führende Landstraße. In Waldmichelbach wird der Zoll erhoben.[…]
Die Pfarrkirche in dem Dorfe hatte der Probst des Klosters Lorsch mit dem Pfalzgrafen in Gemeinschaft zu bestellen. Darin befanden sich zwo Pfründen, welche die Gemeinde mit Wissen und Bewilligung des Kurfürstlichen Kellers zu Lindenfels zu verleihen hatte, es findet sich aber keine zuverlässige Nachricht, in welches Bistum solche einschlägig gewesen. Diese Kirche ist bei der Theilung den Reformirten zugefallen, und jezo mit einem eigenen Prediger bestellet, der ausser Hammel- und Großellenbach sämtliche Ortschaften, sowohl der Wald-Michel- als Hammelbacher Zent, zu versehen hat, und unter die Inspektion der Klasse Weinheim gehöret. Die Katholischen haben im J. 1759 auch eine eigene Kirche erbauet, solche zu einer Pfarrei erhhoben, und dem H. Lorenz geweihet, wohin nunmehr alle Ortschaften der beiden Zenten eingepfarrer sind. Sie gehöret in die Mainzer Diöces, und das Bergstäßer Landkapitel. Desgleichen haben die Luthetischen den Bau einer Kirche auf ihrem Schulhause durch öffentliche Beiträge im Jahr 1780 zu Stande gebracht.

Am großen Zehnten beziehet die Kurpfätzische Hofkammer zwei, und die Kurmainzische wegen des
Klosters Lorsch ein Drittel; den kleinen der Refornuirte Pfarrer des Ortes; aus einigen Bezirken aber
der Amtskeller zu Lindenfels. In der Gemarkung liegen auch einige Domanialgüter, die jezo der Graf
von Bretzenheim, und der Baron von Wreden als Kurpfälzische Lehen besitzen.“

Die Statistisch-topographisch-historische Beschreibung des Großherzogthums Hessen berichtet 1829 über Wald-Michelbach:

„Waldmichelbach (L. Bez. Lindenfels) Marktflecken; liegt 3 St. von Lindenfels auf beiden Seiten des Ulvenbachs, theilt sich in Ober und Unterwaldmichelbach und dehnt sich ½ St. in die Länge aus. Der Ort hat 220 Häuser und 1694 Einw. Unter diesen befinden sich 903 Reform. 658 Kath. 127 Luth. und 6 Mennoniten, die sich in 116 Bauern und Taglöhner und 163 Gewerbsleute abtheilen. Man findet 1 reform. und 1 katholische Pfarrkirche, 1 Rathhaus, 1 Eisenschmelze, 1 Eisenhammer, 1 Papier und 1 Schneidemühle und 2 Mahlmühlen. In der Gemarkung sind Eisenerze. Jährlich werden 4 Vieh und 4 Krämermärkte gehalten. - Obgleich das Kloster Lorsch hier stark begütert war, so kommt doch der Name dieses Ortes nirgends in Lorscher Urkunden vor. Die Pfarrkirche hatte der Probst des Klosters mit dem Pfalzgrafen in Gemeinschaft. Bei der Theilung 1705 fiel die Kirche den Reformirten zu, welche sie mit einem eigenen Pfarrer besetzten. Die Katholiken haben 1739 auch eine Kirche gebaut und solche mit einem eigenen Pfarrer versehen. Auch die Lutheraner haben 1780 eine Kirche in ihrem Schulhause errichtet. Im Jahr 1802 kam Waldmichelbach von Churpfalz an Hessen.“

Im Neuestes und gründlichstes alphabetisches Lexicon der sämmtlichen Ortschaften der deutschen Bundesstaaten von 1845 heißt es:

„Waldmichelbach b. Lindenfels. Marktflecken mit reformirter und katholischer Pfarrkirche. – 220 H. 1694 E. – Großherzogth. Hessen. – Provinz Starkenburg. – Kreis Heppenheim. – Landgericht Fürth. – Hofgericht Darmstadt. – Der Marktflecken Waldmichelbach, auf beiden Seiten des Ulvenbachs liegend, theilt sich in das Oberdorf (Ober-Waldmichelbach) und das Unterdorf (Unter-Waldmichelbach), und dehnt sich ½ Stunde in die Länge aus. Der Ort hat 1 reformirte u. 1 katholische Pfarrkirche, 1 Rathhaus, 1 Eisenhammer und Schmelze, 2 Mahlmühlen. l Scheidemühle, sowie auch 1 Papierfabrik. –
Unter den Einwohnern befinden sich 900 Reformierte, gegen 700 Katholiken, an 130 Lutheraner und einige Mennoniten. – Ökonomie und bürgerliches Gewerbe machen die Nahrungszweige der Einwohner aus. Der Ort hat auch 4 Vieh– und 4 Krammärkte. – Die Gemarkung enthält Eisenerze. – Vorher gehörte Waldmichelbach zu Pfalz, von welchem er im J. 1802 zu Hessen übergegangen ist. – Zu der Gemeinde gehören die einzeln liegenden Häuser Stallenkandel, Köningen, Spechtbach, Seckenrain, Hohlstein, Halle, Renstadt, im Binzig, Straßburg, und im Wetzel, der Lichtenklinger Hof, und die 3 Obermengelbacher Höfe.
Waldmichelbacher Eisenhammer und Papierfabrik b. Waldmichelbach – Eisenhammer und Papierfabrik, – zur evangelischen, resp. katholischen Pfarrei Waldmicheibach gehörig. – 2 H. 16 E. – Großherzogth. Hessen. – Provinz Starkenburg. – Kreis Heppenheim. – Landgericht Fürth. – Hofger. Darmstadt.“

Christoph Friedrich Moritz Ludwig Marchand schreibt 1858, in seiner Ortsgeschichte von Lindenfels über die Zent und den Ort Wald-Michelbach:

„Cent Waldmichelbach. Sie war die größte und bedeutendste Widder glaubt daß sie ursprünglich nicht zur Burg Lindenfels, sondern unmittelbar zur Pfalzgrafschaft gezählt worden sei, bringt aber keine klaren Gründe für diese Ansicht bei. Wir lassen des dahin gestellt sein und halten uns an die einfache Thatsache daß die Cent in allen bekannten Erneuerungen als Appertinenz des Hauses Lindeufels aufgeführt wird.
1) Waldmichelbach. Das Kloster Lorsch war daselbst stark begütert. Das Geschlecht von Weiler trug einen Theil zu Waldmichelbach sammt allen Zugehörungen von dem Grafen von Rineck zu Mannlehen. Nach dem alten Zinsbuch von 1369 waren dort 11 Huben, die je 2 Mltr. Hafer entrichteten und Ein Hof der ums halb teil verliehen war. Die Frene Mühle gab 12 Mltr. Korn und 1 Mästung. Zu Wetzels (heute Wüstung) besaß die Pfalz 2 Höfe mit 8 Mltr. Hafer und 8 Mltr. Keße. Die Kirche viel bei der Theilung den Reformirten zu. Die Katholiken bauten sich 1739 eine dem heil. Lorenz geweihte Kirche und die Lutheraner er richteten sich durch gesammelte Beiträge eine solche auf ihrem Schulbaus 1780. […] Die Pfarrkirche hatten früher der Probst von Lorsch und der Pfalzgraf in Gemeinschaft zu bestellen. Kurmainz und Kurpfalz verglichen sich durch Compromiß, daß Pfalz sein Patronatrecht der Capelle zu Lichtenklingen und dem Pfarrer zu Waldmichelbach das Pfarrrecht daselbst verbleiben soll. (Scriba Regesten Nr. 1763). Die Pfarrei gehörte in älterer Zeit zur Wormser Diöcese und zum Weinheimer Landcapital. Es befanden sich darin 2 Pfründen, welche die Gemeinde mit Einwilligung des Kellers zu Lindenfels zu verleihen hatte. […] Zu Waldmichelbach besaßen der Graf von Brezenheim und der Baron von Wreden in der Gemarkung einige Domanialgüter als Lehen und Kurmainz vergab daselbst von 1420–1461 Lorscher Lehen (Scriba Regesten S. 234 Note A). Eisenwerke und Papiermühlen traff man dort schon zu Pfälzer Zeiten, und das Waldmichelbacher Papier galt für das Beste in der Pfalz. Der Hof Mengelmuß gehörte zu Waldmichelbach, ebenso auch die sogenannten Neuen Höfe auf 3 Huben. 1665 mit nur 5 Häusern bebaut, letztere bezüglich der Jurisdicton, jedoch in die Cent Abtsteinach. Eberhard von Saumsbeim, Teutschmeister etc. sprach 1430 in Streitsachen zwischen Erzbischof Conrad und Herzog Ludwig von der Pfalz, daß es wegen des von Kurmainz prätendirten 1/3 Markrechts zu Michelbach, was aber von Pfalz nur noch auf 2 1/2 Huben zugestanden worden, beim Alten bleiben soll. Zu den Beschwerden die Kurpfalz 1654 gegen Kurmainz führte, gehörte auch die, daß letzteres die Gemeindsleute zu Ober- und Unterabtsteinach, Litzelbach, Kocherbach etc., so vor dem Krieg als Filiale nach Waldmichelbach gehört hätten, abhalte den Gottesdienst allda zu pflegen.“

Hessische Gebietsreform (1970–1977): Eingemeindungen
Im Zuge der Gebietsreform in Hessen schlossen sich in den Jahren 1970 und 1971 nach und nach einige Nachbargemeinden einvernehmlich der Gemeinde Wald-Michelbach an. Eingegliedert wurden am
- 01. Dezember 1970: Hartenrod[30]
- 31. Dezember 1970: Gadern und Kreidach[31]
- 01. Oktober 1971: Aschbach mit Dürr-Ellenbach[32]
- 31. Dezember 1971: Siedelsbrunn,[33] Ober-Schönmattenwag[34] und Unter-Schönmattenwag

Durch das Gesetz zur Neugliederung des Landkreises Bergstraße folgte kraft Landesgesetz am
- 01. August 1972: Affolterbach mit Kocherbach

Der Sitz der Gemeindeverwaltung blieb in Wald-Michelbach. Für die Orte Affolterbach, Aschbach mit Dürr-Ellenbach, Gadern, Hartenrod, Kocherbach, Kreidach, Ober-Schönmattenwag, Siedelsbrunn und Unter-Schönmattenwag wurde jeweils ein Ortsbezirk eingerichtet.

### Verwaltungsgeschichte
Wald-Michelbach entstand im Gebiet der ehemaligen Mark Heppenheim, einem Verwaltungsbezirk des Frankenreichs. Am 20. Januar 773 schenkte Karl der Große den Ort Heppenheim nebst der ausgedehnten Mark Heppenheim dem Reichskloster Lorsch. Nach langen Streitigkeiten konnten sich die Kurpfalz und das Erzbistum Mainz Anfang des 14. Jahrhunderts über das Erbe aus dem Lorscher Abtei einigen und die Pfälzer Teile wurden durch die Amtsvogtei Lindenfels verwaltet, zu dem auch Wald-Michelbach gehörte.
Die erste schriftliche Erwähnung des Ortes findet der Ort unter dem Namen Michilnbach 1238, als dort von einer ecclesia (Kapelle oder Kirche) berichtet wird. Bis 1737 unterstand Lindenfels dem Oberamt Heidelberg, danach wurde Lindenfels ein Oberamt. Wald-Michelbach war innerhalb des Amtes Lindenfels Teil der Zent Waldmichelbach und war Sitz des Zentgerichtes.
In den Anfängen der Reformation sympathisierten die pfälzischen Herrscher offen mit dem lutherischen Glauben, aber erst unter Ottheinrich, Kurfürst von 1556 bis 1559, erfolgte der offizielle Übergang zur lutherischen Lehre. Danach wechselten seine Nachfolger und gezwungenermaßen auch die Bevölkerung mehrfach zwischen der lutherischen, reformierten und calvinistischen Religion. Nach der Reformation wurde die bestehende Kirche in Wald-Michelbach durch die Reformierten benutzt, während die Katholiken 1739 eine eigene dem Heiligen Lorenz geweihte Kirche bauten. Die Lutheraner richteten sich 1780 eine Kirche in ihrem Schulhaus ein.
Nach einem Zinsbuch von 1369 des Oberamts Heidelberg gibt es in Wald-Michelbach 11 Huben. Im Jahr 1613 werden »55 Hausgesäße, 62 leibeigene Männer und 52 Frauen, 16 2/3 Huben« gezählt. Am Ende des Dreißigjährigen Kriegs (1648) dürfte der Ort, wie viele Gebiete der Kurpfalz, fast menschenleer gewesen sein.
Im Jahr 1784 bewohnten den Ort 173 Familien mit 774 Seelen und es gab drei Kirchen, zwei Pfarrhäuser, 2 Schulhäuser und 97 bürgerliche bzw. Gemeindehäuser sowie drei Mühlen. Während die Gemarkung aus 834 Morgen Äcker, 453 Morgen Wiesen, 30 Morgen Gärten, 300 Morgen Weide, und 1375 Morgen Wald bestand. Von diesen Waldungen gehören 1129 Morgen der Gemeinde und der Rest war Teil der Hubgütern. Daneben gab es 800 Morgen Wald der gemeinschaftlich durch die Zent Wald-Michelbach genutzt wurde. Es gab einen Kurfürstlichen Förster, der sowohl über diese, als auch über alle anderen Waldungen der Zent Wald-Michelbach und der Zent Hammelbach die Aufsicht hatte. Am großen Zehnten erhielt die kurpfälzische Hofkammer zwei, und die Kurmainzische wegen des Klosters Lorsch ein Drittel; den kleinen Zehnten erhielt der reformierte Pfarrer des Ortes; aus einigen Bezirken aber die Amtskellerei zu Lindenfels. In der Gemarkung lagen auch einige Domanialgüter, die der Graf von Brezenheim, und der Baron von Wreden als Kurpfälzische Lehen besaßen.
Mit dem Reichsdeputationshauptschluss von 1803 wurde die Kurpfalz aufgelöst und das Oberamt Lindenfels und mit ihm Wald-Michelbach gelangte an die Landgrafschaft Hessen-Darmstadt, die 1806 in dem auf Druck Napoleons gebildete Großherzogtum Hessen aufging. Das Oberamt Lindenfels wurde es vorerst als hessische Amtsvogtei weitergeführt und 1812 erhielt Wald-Michelbach eine eigene Amtsvogtei. Im Jahre 1816 wurden Provinzen im Großherzogtum gebildet und das vorher als „Fürstentum Starkenburg“ bestehende Gebiet, in dem Wald-Michelbach jetzt lag, wurde in „Provinz Starkenburg“ umbenannt. 1821 wurden im Rahmen einer umfassenden Verwaltungsreform die Amtsvogteien in den Provinzen Starkenburg und Oberhessen des Großherzogtums aufgelöst und Landratsbezirke eingeführt, wobei Wald-Michelbach zum Landratsbezirk Lindenfels kam. Im Rahmen dieser Reform wurden auch Landgerichte geschaffen, die jetzt unabhängig von der Verwaltung waren. Deren Gerichtsbezirke entsprachen in ihrem Umfang den Landratsbezirken. Für Wald-Michelbach war das Landgericht Fürth als Gericht erster Instanz zuständig. Diese Reform ordnete auch die Administrative Verwaltung auf Gemeindeebene. So war die Bürgermeisterei in Wald-Michelbach außer für Wald-Michelbach auch für Oberschönmattenwaag zuständig, wobei seit 1820 die Bürgermeister durch die Gemeinde gewählt wurden und es keine Einsetzungen von Schultheißen mehr gab.
im Jahr 1832 wurden Kreise geschaffen. Nach der am 20. August 1832 bekanntgegebenen Neugliederung sollte es in Süd-Starkenburg künftig nur noch die Kreise Bensheim und Lindenfels geben; der Landratsbezirk von Heppenheim sollte in den Kreis Bensheim fallen. Noch vor dem Inkrafttreten der Verordnung zum 15. Oktober 1832 wurde diese aber dahingehend revidiert, dass statt des Kreises Lindenfels neben dem Kreis Bensheim der Kreis Heppenheim als zweiter Kreis gebildet wurde, zu dem nunmehr Wald-Michelbach gehörte.
Am 31. Juli 1848 wurden die Kreise und die Landratsbezirke des Großherzogtums abgeschafft und durch Regierungsbezirke ersetzt, wobei die bisherigen Kreise Bensheim und Heppenheim zum Regierungsbezirk Heppenheim vereinigt wurden. Bereits vier Jahre später, im Laufe der Reaktionsära, kehrte man aber zur Einteilung in Kreise zurück und Wald-Michelbach wurde Teil des neu geschaffenen Kreises Lindenfels.
Die im Dezember 1852 aufgenommenen Bevölkerungs- und Katasterlisten ergaben für Waldmichelbach: Marktflecken mit 2215 Einwohnern, reformierter und katholischer Kirche, Sitz eines Landgerichts, einer Districtseinnehmerei und einer Oberförsterei. Die Gemarkung besteht aus 7808 Morgen, davon 2595 Morgen Ackerland, 974 Morgen Wiesen und 4043 Morgen Wald. »Dazu gehören 3 Mahlmühlen, 1 Eisenhammer, 1 Schncidmühle, die Häuser auf dem Stallenkandel, die Obermengelbacher Höfe und der Forstschützenhof „Lichtenklingenhof“«
In den Statistiken des Großherzogtums Hessen werden, bezogen auf Dezember 1867, für den Marktflecken Wald-Michelbach mit eigener Bürgermeisterei, 66 Häuser, 1397 Einwohnern, der Kreis Lindenfels, das Landgericht Wald-Michelbach, die evangelische reformierte Pfarrei Wald-Michelbach des Dekanats Lindenfels und die katholische Pfarrei Wald-Michelbach des Dekanats Heppenheim, angegeben. Durch die Bürgermeisterei wurden außerdem die Wohnplätze „Im Binzig“ (10 Häuser 65 Einw.), „In der Halle“ (8 Häuser, 40 Einw.), „Im Hardberg“ (1 Häuser, 15 Einw.), „Im Hohlstein“ (1 Häuser, 7 Einw.), „In dem Kuhklingen“ (1 Häuser, 6 Einw.), „Lichtenklinger Hof“ (1 Häuser, 10 Einw.), Mühlklingen (1 Häuser, 8 Einw.), Ober-Mengelbach (6 Häuser, 60 Einw.), „Im Seckenrain“ (23 Häuser, 114 Einw.), „In der Spechbach“ (5 Häuser, 25 Einw.), „Auf dem Stallenkandel“ (8 Häuser, 57 Einw.), „In der Strasburg“ (12 Häuser, 82 Einw.) und Wetzkell (9 Häuser, 66 Einw.) verwaltet.
Im Jahre 1874 wurde eine Anzahl von Verwaltungsreformen beschlossen. So wurden die landesständige Geschäftsordnung sowie die Verwaltung der Kreise und Provinzen durch Kreis- und Provinzialtage geregelt. Die Neuregelung trat am 12. Juli 1874 in Kraft und verfügte auch die Auflösung der Kreise Lindenfels und Wimpfen und die Wiedereingliederung von Wald-Michelbach in den Kreis Heppenheim.
Die hessischen Provinzen Starkenburg, Rheinhessen und Oberhessen wurden 1937 nach der 1936 erfolgten Auflösung der Provinzial- und Kreistage aufgehoben. Zum 1. November 1938 trat dann eine umfassende Gebietsreform auf Kreisebene in Kraft. In der ehemaligen Provinz Starkenburg war der Kreis Bensheim besonders betroffen, da er aufgelöst und zum größten Teil dem Kreis Heppenheim zugeschlagen wurde. Der Kreis Heppenheim übernahm auch die Rechtsnachfolge des Kreises Bensheim und erhielt den neuen Namen Landkreis Bergstraße, in dem Wald-Michelbach bis heute liegt.
Im Jahr 1961 wurde die Gemarkungsgröße mit 1956 ha angegeben, davon waren 1080 ha Wald.
Verwaltungsgeschichte im Überblick
Die folgende Liste zeigt die Staaten und Verwaltungseinheiten, denen Wald-Michelbach angehört(e):
- vor 1737: Heiliges Römisches Reich, Pfalzgrafschaft bei Rhein, Oberamt Heidelberg, Amt Lindenfels, Zent Wald-Michelbach
- ab 1737: Heiliges Römisches Reich, Pfalzgrafschaft bei Rhein, Oberamt Lindenfels, Zent Wald-Michelbach
- ab 1777: Heiliges Römisches Reich, Kurfürstentum Pfalzbayern, Pfalzgrafschaft bei Rhein, Oberamt Lindenfels, Zent Wald-Michelbach
- ab 1803: Heiliges Römisches Reich, Landgrafschaft Hessen-Darmstadt,[Anm. 2] Fürstentum Starkenburg, Amt Lindenfels
- ab 1806: Großherzogtum Hessen,[Anm. 3] Fürstentum Starkenburg, Amt Lindenfels
- ab 1812: Großherzogtum Hessen, Fürstentum Starkenburg, Amt Wald-Michelbach
- ab 1815: Großherzogtum Hessen, Provinz Starkenburg, Amt Wald-Michelbach
- ab 1821: Großherzogtum Hessen, Provinz Starkenburg, Landratsbezirk Lindenfels[Anm. 4]
- ab 1832: Großherzogtum Hessen, Provinz Starkenburg, Kreis Heppenheim
- ab 1848: Großherzogtum Hessen, Regierungsbezirk Heppenheim
- ab 1852: Großherzogtum Hessen, Provinz Starkenburg, Kreis Lindenfels
- ab 1871: Deutsches Reich, Großherzogtum Hessen, Provinz Starkenburg, Kreis Lindenfels
- ab 1874: Deutsches Reich, Großherzogtum Hessen, Provinz Starkenburg, Kreis Heppenheim
- ab 1918: Deutsches Reich, Volksstaat Hessen,[Anm. 5] Provinz Starkenburg, Kreis Heppenheim
- ab 1938: Deutsches Reich, Volksstaat Hessen, Landkreis Bergstraße[46][Anm. 6]
- ab 1945: Deutsches Reich, Amerikanische Besatzungszone,[Anm. 7] Groß-Hessen, Regierungsbezirk Darmstadt, Landkreis Bergstraße
- ab 1946: Deutsches Reich, Amerikanische Besatzungszone, Hessen, Regierungsbezirk Darmstadt, Landkreis Bergstraße
- ab 1949: Bundesrepublik Deutschland, Hessen, Regierungsbezirk Darmstadt, Landkreis Bergstraße

### Gerichtszugehörigkeit in Hessen-Darmstadt
Die Gerichtsbarkeit des Oberamtes Lindenfels ging 1813 an das neue Justizamt in Fürth über. Mit der Trennung der Rechtsprechung von der Verwaltung und der damit verbundenen Einrichtung der Landgerichte im Großherzogtum Hessen war ab 1821 das Landgericht Fürth als Gericht erster Instanz für Wald-Michelbach zuständig. 1853 wurde aus dessen Gerichtsbezirk ein neuer Landgerichtsbezirk ausgegliedert, das Landgericht Waldmichelbach, zu dem nun auch Wald-Michelbach gehörte.
Anlässlich der Einführung des Gerichtsverfassungsgesetzes mit Wirkung vom 1. Oktober 1879, infolge derer die bisherigen großherzoglichen Landgerichte durch Amtsgerichte an gleicher Stelle ersetzt wurden, während die neu geschaffenen Landgerichte nun als Obergerichte fungierten, wurde nun das Amtsgericht Wald-Michelbach im Bezirk des Landgerichts Darmstadt zuständig.
1943 wurde der Amtsgerichtsbezirk Wald-Michelbach kriegsbedingt vorübergehend aufgelöst, dem Amtsgericht Fürth zugeordnet und dort als Zweigstelle geführt, was nach dem Krieg wieder rückgängig gemacht wurde. Zum 1. Juli 1968 wurde dann das Amtsgericht Wald-Michelbach aufgelöst, womit Wald-Michelbach wieder und endgültig in die Zuständigkeit des Amtsgerichts Fürth kam.

## Bevölkerung

### Einwohnerstruktur 2011/2022
Nach den Erhebungen des Zensus 2011/Zensus 2022 lebten am Stichtag, dem 9. Mai 2011 / 15. Mai 2022, in Wald-Michelbach 10.671/10.505 Einwohner. Darunter waren 813/1459 (7,6 % / 13,9 %) Ausländer, von denen 185/724 aus dem EU-Ausland, 574/460 aus anderen europäischen Ländern und 50/270 aus anderen Staaten kamen./ Von den deutschen Einwohnern hatten 6,3 % / 8,5 % einen Migrationshintergrund./ Nach dem Lebensalter waren 1746/1660 Einwohner unter 18 Jahren, 4192/3547 waren zwischen 18 und 49, 2372/2716 zwischen 50 und 64 und 2366/2582 Einwohner waren älter./ Die Einwohner lebten in 4463/2845 Haushalten. Davon waren 1321/? Singlehaushalte, 1290/1325 Paare ohne Kinder und 1384/1178 Paare mit Kindern, sowie 379/346 Alleinerziehende und 86/? Wohngemeinschaften./ In 1027/495 Haushalten lebten ausschließlich Senioren und in 2918/1847 Haushaltungen leben keine Senioren./

### Einwohnerentwicklung
| Wald-Michelbach: Einwohnerzahlen von 1784 bis 2022 | Wald-Michelbach: Einwohnerzahlen von 1784 bis 2022 | Wald-Michelbach: Einwohnerzahlen von 1784 bis 2022 | Wald-Michelbach: Einwohnerzahlen von 1784 bis 2022 | Wald-Michelbach: Einwohnerzahlen von 1784 bis 2022 |
| --- | -------------------------------------------------- | -------------------------------------------------- | -------------------------------------------------- | -------------------------------------------------- |
| Jahr |                                                    |                                                    |                                                    | Einwohner                                          |
| 1784 | 1784                                               |                                                    | 774                                                | 774                                                |
| 1829 | 1829                                               |                                                    | 1.964                                              | 1.964                                              |
| 1834 | 1834                                               |                                                    | 2.040                                              | 2.040                                              |
| 1840 | 1840                                               |                                                    | 2.059                                              | 2.059                                              |
| 1846 | 1846                                               |                                                    | 2.215                                              | 2.215                                              |
| 1852 | 1852                                               |                                                    | 2.273                                              | 2.273                                              |
| 1858 | 1858                                               |                                                    | 2.351                                              | 2.351                                              |
| 1864 | 1864                                               |                                                    | 2.079                                              | 2.079                                              |
| 1871 | 1871                                               |                                                    | 2.032                                              | 2.032                                              |
| 1875 | 1875                                               |                                                    | 2.013                                              | 2.013                                              |
| 1885 | 1885                                               |                                                    | 2.016                                              | 2.016                                              |
| 1895 | 1895                                               |                                                    | 1.880                                              | 1.880                                              |
| 1905 | 1905                                               |                                                    | 2.037                                              | 2.037                                              |
| 1910 | 1910                                               |                                                    | 2.045                                              | 2.045                                              |
| 1925 | 1925                                               |                                                    | 2.007                                              | 2.007                                              |
| 1939 | 1939                                               |                                                    | 1.945                                              | 1.945                                              |
| 1946 | 1946                                               |                                                    | 2.710                                              | 2.710                                              |
| 1950 | 1950                                               |                                                    | 2.784                                              | 2.784                                              |
| 1956 | 1956                                               |                                                    | 3.055                                              | 3.055                                              |
| 1961 | 1961                                               |                                                    | 3.499                                              | 3.499                                              |
| 1967 | 1967                                               |                                                    | 4.030                                              | 4.030                                              |
| 1970 | 1970                                               |                                                    | 3.995                                              | 3.995                                              |
| 1972 | 1972                                               |                                                    | 9.632                                              | 9.632                                              |
| 1975 | 1975                                               |                                                    | 9.973                                              | 9.973                                              |
| 1980 | 1980                                               |                                                    | 10.790                                             | 10.790                                             |
| 1985 | 1985                                               |                                                    | 10.780                                             | 10.780                                             |
| 1990 | 1990                                               |                                                    | 11.061                                             | 11.061                                             |
| 1995 | 1995                                               |                                                    | 11.580                                             | 11.580                                             |
| 2000 | 2000                                               |                                                    | 11.488                                             | 11.488                                             |
| 2005 | 2005                                               |                                                    | 11.580                                             | 11.580                                             |
| 2010 | 2010                                               |                                                    | 10.915                                             | 10.915                                             |
| 2015 | 2015                                               |                                                    | 10.614                                             | 10.614                                             |
| 2020 | 2020                                               |                                                    | 10.613                                             | 10.613                                             |
| 2022 | 2022                                               |                                                    | 10.505                                             | 10.505                                             |
| Datenquelle: Historisches Gemeindeverzeichnis für Hessen: Die Bevölkerung der Gemeinden 1834 bis 1967. Wiesbaden: Hessisches Statistisches Landesamt, 1968. Weitere Quellen: LAGIS; 1972; Hessisches Statistisches Informationssystem; Zensus 2011; Zensus 2022 Ab 1972 einschließlich der im Zuge der Gebietsreform in Hessen eingegliederten Orte. |                                                    |                                                    |                                                    |                                                    |

### Religionszugehörigkeit
| • 1961: | 1734 evangelische (= 49,56 %), 1687 katholische (= 48,21 %) Einwohner                                                           |
| • 1987: | 4585 evangelische (= 43,34 %), 4799 katholische (= 45,35 %), 1197 sonstige (= 11,31 %) Einwohner                                |
| • 2011: | 4030 evangelische (= 38,09 %), 3670 katholische (= 34,69 %), 460 andersgläubige (= 4,35 %), 2300 sonstige (= 21,74 %) Einwohner |
| • 2022: | 3037 evangelische (= 28,8 %), 3071 katholische (= 29,2 %), 4408 sonstige (= 42,0 %) Einwohner                                   |

## Politik

### Gemeindevertretung
Die Kommunalwahl am 14. März 2021 lieferte folgendes Ergebnis, in Vergleich gesetzt zu früheren Kommunalwahlen:
| Sitzverteilung in der Gemeindevertretung 2021Insgesamt 37 Sitze - SPD: 8 - Grüne: 3 - FDP: 3 - CDU: 9 - FW: 7 - BFW: 3 - AKB: 4 | Parteien und Wählergemeinschaften           | % 2016               | Sitze 2016 | % 2016 | Sitze 2016 | % 2011 | Sitze 2011 | % 2006 | Sitze 2006 | % 2001 | Sitze 2001 |      |
| Sitzverteilung in der Gemeindevertretung 2021Insgesamt 37 Sitze - SPD: 8 - Grüne: 3 - FDP: 3 - CDU: 9 - FW: 7 - BFW: 3 - AKB: 4 | CDU                                         | 24,8                 | 9          | 28,5   | 10         | 33,3   | 12         | 38,9   | 14         | 37,3   | 14         |      |
| Sitzverteilung in der Gemeindevertretung 2021Insgesamt 37 Sitze - SPD: 8 - Grüne: 3 - FDP: 3 - CDU: 9 - FW: 7 - BFW: 3 - AKB: 4 | SPD                                         | 21,5                 | 8          | 25,7   | 9          | 28,3   | 10         | 34,1   | 13         | 37,3   | 14         |      |
| Sitzverteilung in der Gemeindevertretung 2021Insgesamt 37 Sitze - SPD: 8 - Grüne: 3 - FDP: 3 - CDU: 9 - FW: 7 - BFW: 3 - AKB: 4 | Bürger für Wald-Michelbach                  | 9,1                  | 3          | 15,7   | 6          | 10,2   | 4          | —      | —          | —      | —          |      |
| Sitzverteilung in der Gemeindevertretung 2021Insgesamt 37 Sitze - SPD: 8 - Grüne: 3 - FDP: 3 - CDU: 9 - FW: 7 - BFW: 3 - AKB: 4 | GRÜNE                                       | 8,5                  | 3          | 7,2    | 3          | 9,5    | 4          | 6,0    | 2          | 4,0    | 2          |      |
| Sitzverteilung in der Gemeindevertretung 2021Insgesamt 37 Sitze - SPD: 8 - Grüne: 3 - FDP: 3 - CDU: 9 - FW: 7 - BFW: 3 - AKB: 4 | Affolterbach-Kocherbacher-Bürgervereinigung | 10,2                 | 4          | 10,2   | 4          | 8,6    | 3          | 9,9    | 4          | 9,3    | 3          |      |
| Sitzverteilung in der Gemeindevertretung 2021Insgesamt 37 Sitze - SPD: 8 - Grüne: 3 - FDP: 3 - CDU: 9 - FW: 7 - BFW: 3 - AKB: 4 | FWG                                         | 18,7                 | 7          | 9,8    | 4          | 8,6    | 3          | 9,1    | 3          | 9,9    | 4          |      |
| Sitzverteilung in der Gemeindevertretung 2021Insgesamt 37 Sitze - SPD: 8 - Grüne: 3 - FDP: 3 - CDU: 9 - FW: 7 - BFW: 3 - AKB: 4 | FDP                                         | 7,2                  | 3          | 3,0    | 1          | 1,6    | 1          | 2,1    | 1          | 1,1    | 0          |      |
| Sitzverteilung in der Gemeindevertretung 2021Insgesamt 37 Sitze - SPD: 8 - Grüne: 3 - FDP: 3 - CDU: 9 - FW: 7 - BFW: 3 - AKB: 4 | gesamt                                      | 100,0                | 37         | 100,0  | 37         | 100,0  | 37         | 100,0  | 37         | 100,0  | 37         |      |
| Sitzverteilung in der Gemeindevertretung 2021Insgesamt 37 Sitze - SPD: 8 - Grüne: 3 - FDP: 3 - CDU: 9 - FW: 7 - BFW: 3 - AKB: 4 | Wahlbeteiligung in %                        | Wahlbeteiligung in % | 50,4       | 50,4   | 45,9       | 45,9   | 50,0       | 50,0   | 46,3       | 46,3   | 53,0       | 53,0 |

### Bürgermeister
Nach der hessischen Kommunalverfassung wird der Bürgermeister für eine sechsjährige Amtszeit gewählt, seit dem Jahr 1993 in einer Direktwahl, und ist Vorsitzender des Gemeindevorstands, dem in der Gemeinde Wald-Michelbach neben dem Bürgermeister ehrenamtlich ein Erster Beigeordneter und neun weitere Beigeordnete angehören. Bürgermeister ist seit dem 1. Juli 2017 Sascha Weber (SPD). Er wurde als Nachfolger von Joachim Kunkel, der nach drei Amtszeiten nicht wieder kandidiert hatte, am 26. März 2017 in einer Stichwahl bei 53,9 Prozent Wahlbeteiligung mit 73,7 Prozent der Stimmen gewählt. Es folgte eine Wiederwahl im März 2023.
Amtszeiten der Bürgermeister
- seit 2017 Sascha Weber (SPD)[70]
- 1999–2017 Joachim Kunkel[71]

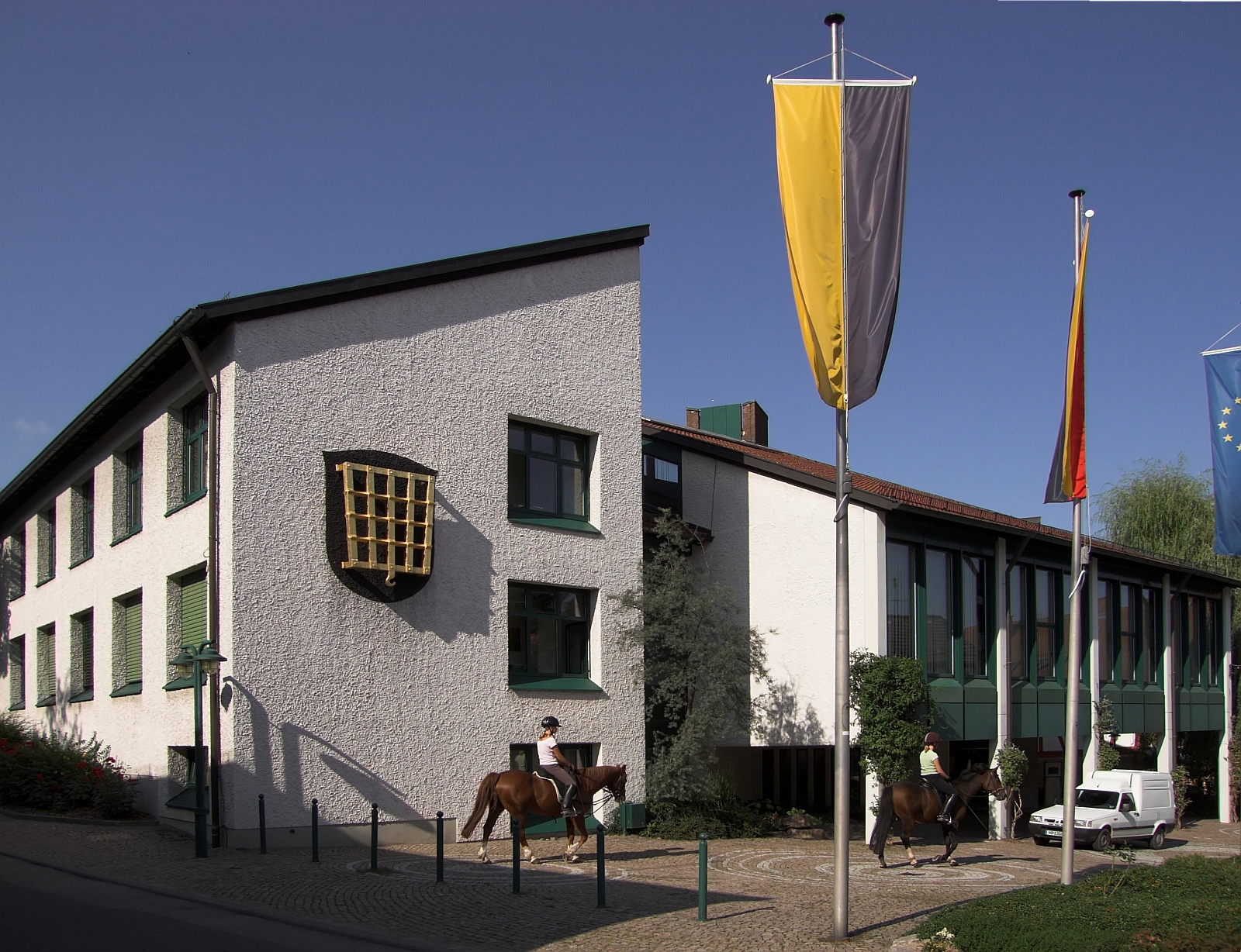
Rathaus im Ortskern der Gemeinde

- 1975–1999 Karl-Heinz Dietrich (CDU)
- 1948–1975 Eugen Bachmann
- 1945–1948 Philipp Vetter
- 1928–1945 Johann Röth
- 1904–1927 Johann Georg Stein
- 1875–1904 Johann Leonhard Röth
- 1860–1873 Christian Huy
- 1853–1859 Ludwig Walz
- 1843–1852 Leonhard Michel
- 1832–1843 Adam Gärtner
- 1831–1832 Leonhard Schneider

### Ortsbeiräte
Für Ortsteile Affolterbach, Aschbach, Gadern, Hartenrod, Kocherbach, Kreidach, Ober-Schönmattenwag, Siedelsbrunn und Unter-Schönmattenwag besteht je ein Ortsbezirk mit Ortsbeirat und Ortsvorsteher, nach Maßgabe der §§ 81 und 82 HGO und des Kommunalwahlgesetzes in der jeweils gültigen Fassung gebildet. Die Ortsbeiräte bestehen je nach Ortsteilgröße aus drei bzw. fünf Mitgliedern. Die Ortsbezirke sind durch das Gebiet der ehemaligen Gemeinden abgegrenzt. Für Details siehe die jeweiligen Ortsartikel.

### Städtepartnerschaften
Wald-Michelbach ist seit 1975 mit Montmirail (Frankreich) und seit 1991/92 mit Hassocks (Großbritannien) partnerschaftlich verbunden, die beide jeweils ebenfalls miteinander verschwistert sind.

### Wappen
Das Wappen zeigt in Schwarz einen goldenen Rost. Der Rost erinnert an den heiligen Laurentius, der Patron der katholischen Kirche ist. Das Wappen findet sich erstmals auf einem Stein von 1605 in der Kirchhofmauer. Als Siegel wird es seit dem 18. Jahrhundert verwendet.

## Kultur und Sehenswürdigkeiten

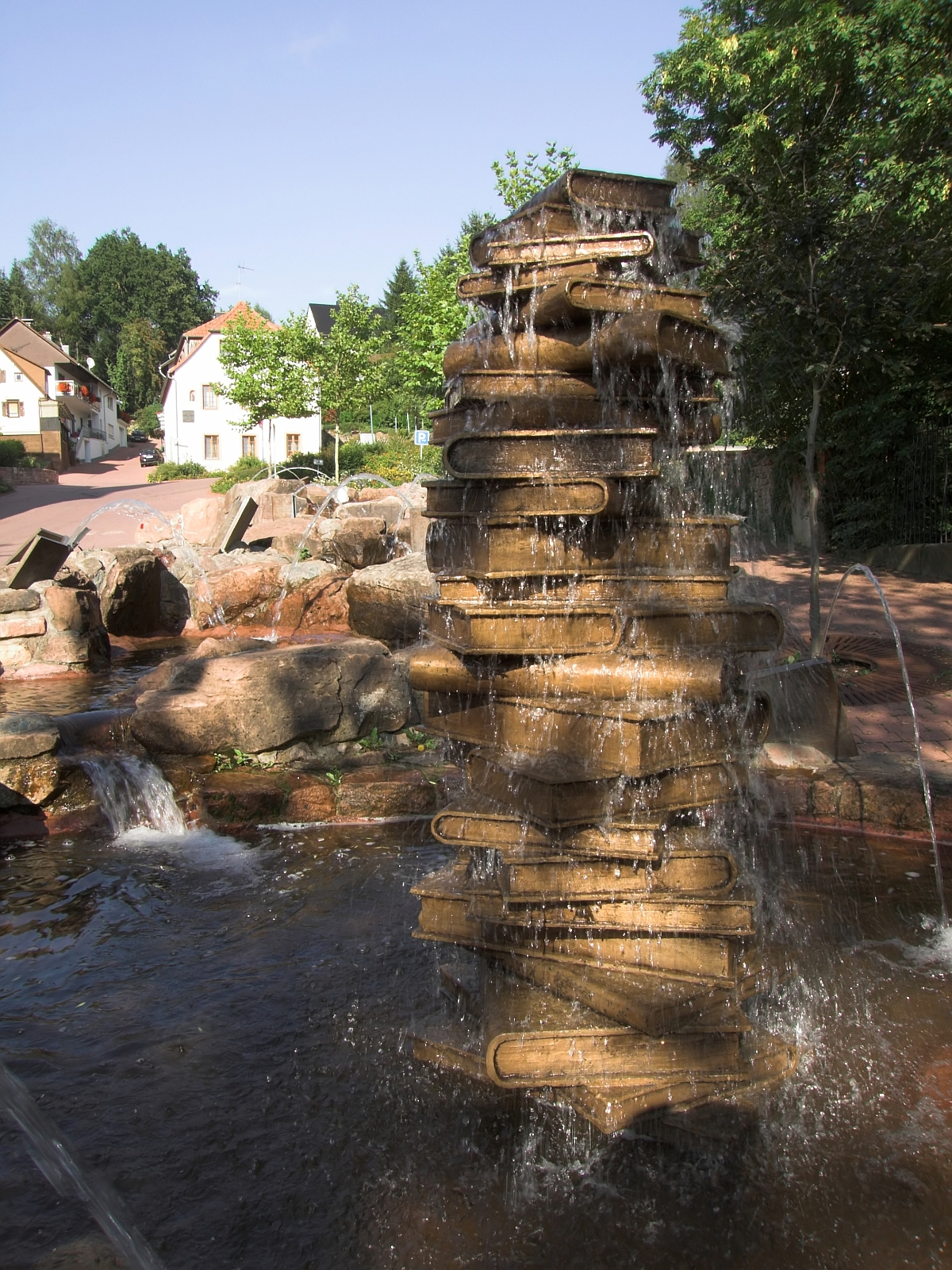
Bücherbrunnen

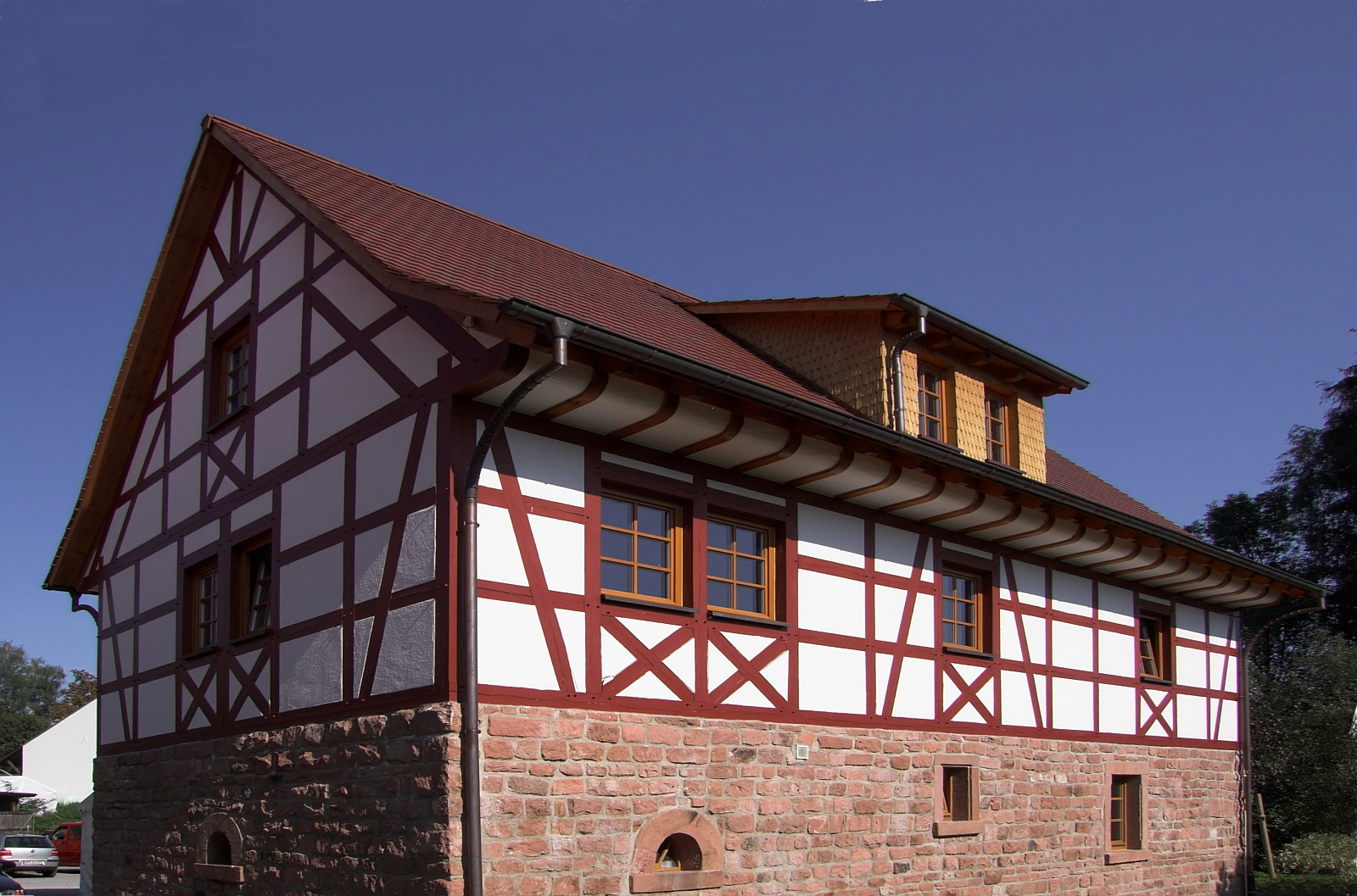
Das Einhaus (Rückseite)

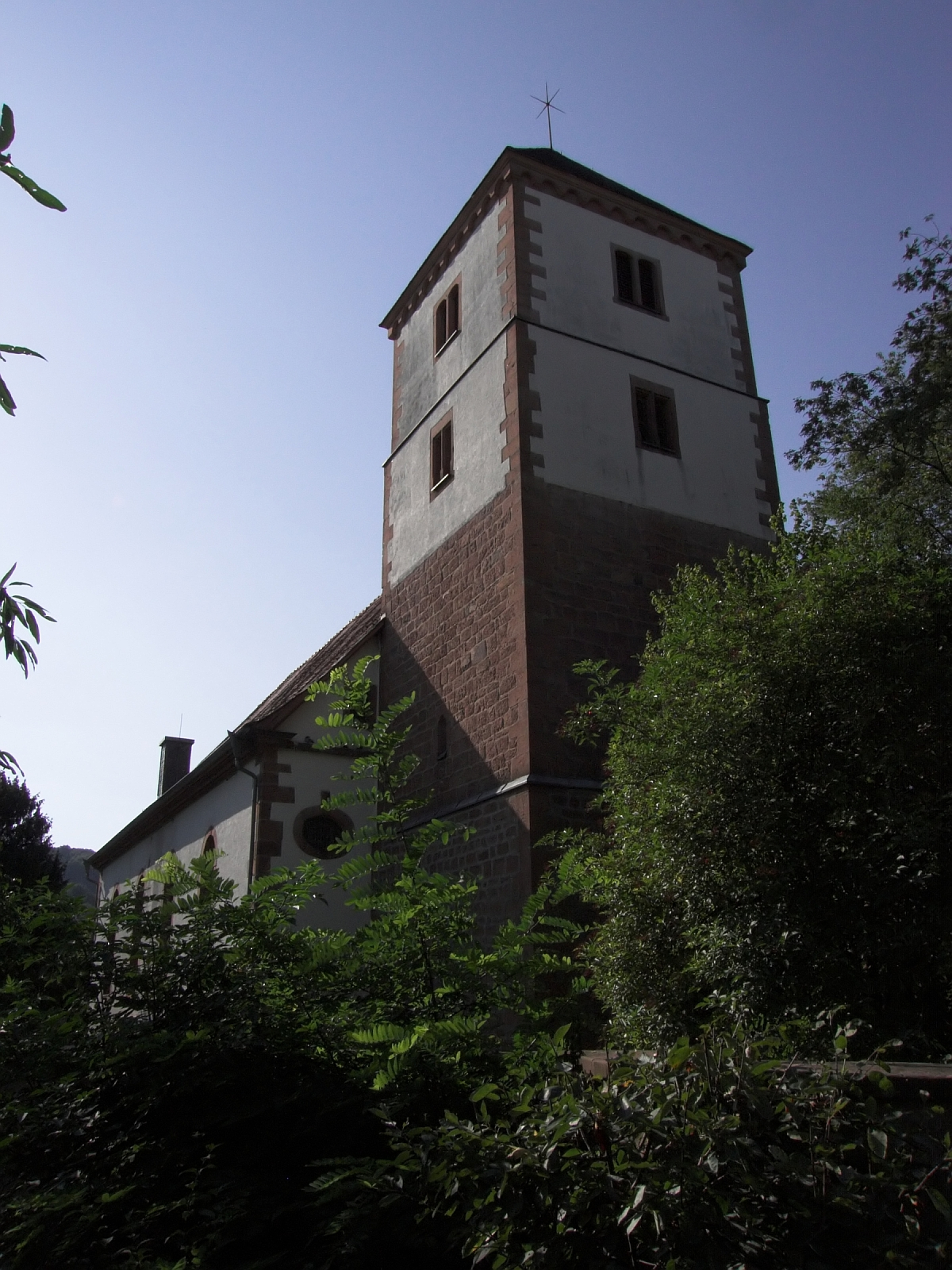
Evangelische Kirche

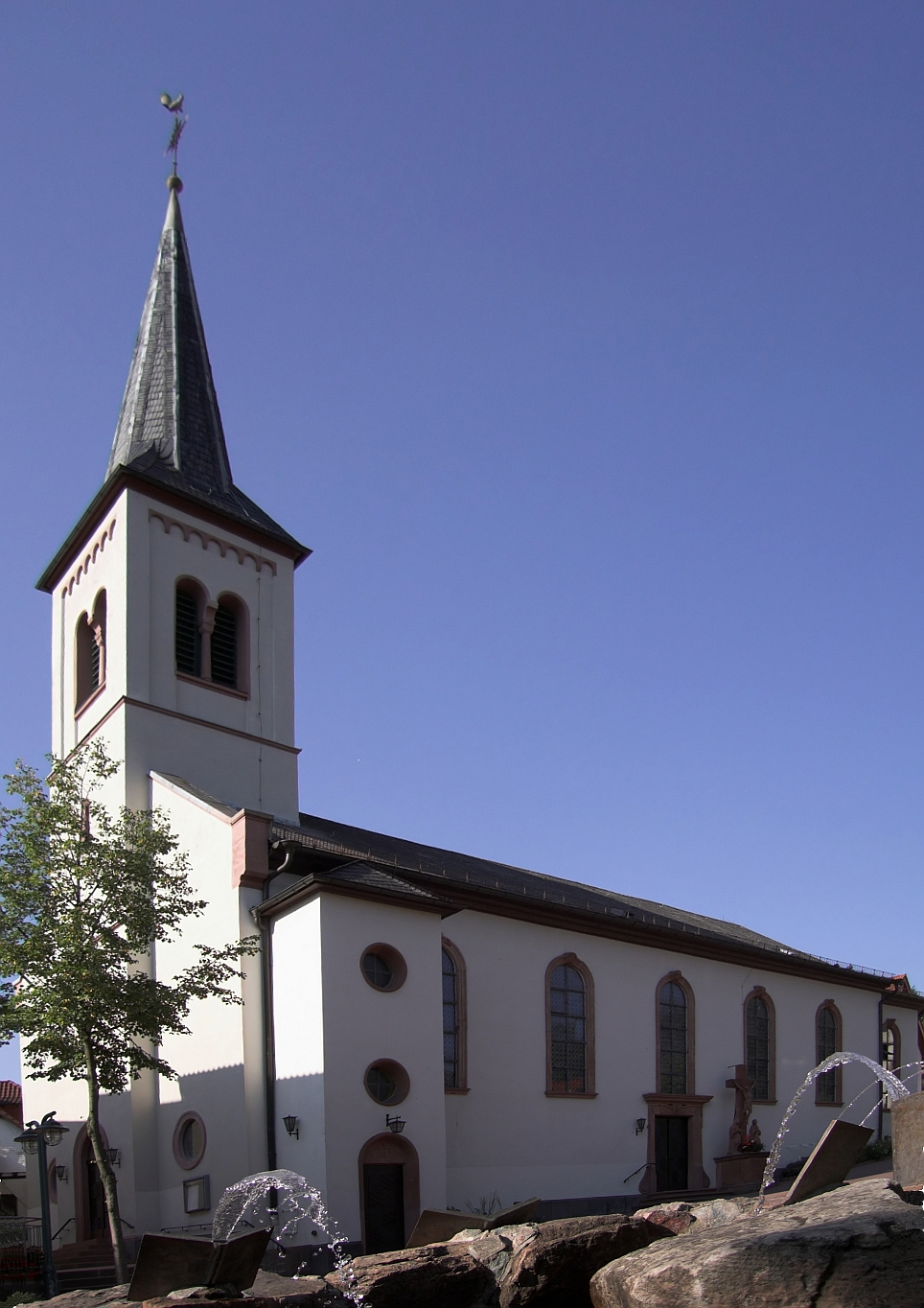
Katholische Kirche

### Museen

#### Überwaldmuseum
Das Museum für Heimatgeschichte und -kultur wurde eingerichtet vom Überwälder Museums- und Kulturverein; es befindet sich seit 1988 im alten Rathaus direkt im Ortskern von Wald-Michelbach. Das Gebäude wurde 1594 erbaut. Hier werden neben Einzelheiten der geschichtlichen Entwicklung Wald-Michelbachs auch Sonderausstellungen präsentiert. Ein Raum erinnert an den in Wald-Michelbach geborenen Arzt und Schriftsteller Adam Karrillon.

#### Stoewer-Museum
Das Stoewer-Museum wurde im Jahre 2002 eröffnet und befand sich im ehemaligen Gebäude der Sparkasse, nahe dem Ortskern. Hier wurde eine Sammlung von Erzeugnissen der Stoewer-Werke Stettin gezeigt. Mittelpunkt des Museums waren die im Erdgeschoss gezeigten Automobile. Die meisten wurden restauriert und befanden sich in fahrbereitem Zustand. Ferner wurden weitere Produkte der Firma Stoewer, wie Näh- und Schreibmaschinen sowie Fahrräder präsentiert. Das Museum wurde privat von einem in Stettin geborenen Sammler betrieben. Im Frühjahr 2019 wurden seine Sammlungen (im Wert von 750.000 €) an das Museum für Technik und Verkehr in Stettin verkauft.
Im Jahre 2005 wurde zu Ehren der Besitzer und ihres Engagements eine Straße in der Kerngemeinde auf den Namen „Stoewerstraße“ getauft.

### Bauwerke und Ortsbild
Das Überwälder Einhaus wurde im Jahre 2005 vom Überwälder Museums- und Kulturverein und ehrenamtlichen Helfern fertiggestellt. Der Name „Einhaus“ bezieht sich auf die frühere Nutzungsweise eines solchen Gebäudes: In einem einzigen Gebäude waren Wohnung, Vorratskeller, Stall und Scheune integriert. Heute befindet sich hier das Trauzimmer der Gemeinde und ein größerer Mehrzweckraum der zu gesellschaftlichen Zwecken von den Vereinen des Ortes genutzt wird. Im Jahre 2006 wurde zusätzlich der „Kunstbrunnen“ vor dem Einhaus errichtet.
Der Ortskern von Wald-Michelbach im Bereich „In der Gass“ bildet ein attraktives Ensemble aus stattlichen historischen Wohn- und Gewerbebauten zu beiden Seiten des Michelbachs mit hoher Aufenthaltsqualität. Hier wurden – auch mit Mitteln aus dem Städtebauförderprogramms „Aktive Kernbereiche in Hessen“ – zwischen 2008 und 2020 denkmalgerecht städtebauliche Sanierungsmaßnahmen durchgeführt. Mit seinen Einzelhandels- und gastronomischen Einrichtungen weist der Ortskern Wald-Michelbachs einen gewissen kleinstädtischen Charakter auf. Dies wird durch die Dienstleistungsausstattung der umgebenden Straßenzüge noch unterstrichen.

### Hardberg
Im Gebiet des Wald-Michelbacher Ortsteils Siedelsbrunn befindet sich der Hardberg, mit 593 m ü. NN der dritthöchste Berg des Odenwaldes. Auf dem Gipfel des Hardbergs befindet sich ein 135 Meter hoher Rundfunk- und Fernsehsendemast des Hessischen Rundfunks. Von verschiedenen Seiten des Hardbergs besteht eine einzigartige Fernsicht über den Odenwald und über das Rheintal.

### Freizeit- und Sportanlagen
Wald-Michelbach besitzt ein im Jahre 2003 renoviertes Freibad. Darüber hinaus verfügt der Ort über einen Kunstrasenfußballplatz, der im Jahre 2000 den vorherigen Ascheplatz ablöste. Bespielt wird er von der SG Wald-Michelbach und dem SV Eintracht Wald-Michelbach.
Ferner existiert eine Sporthalle, die von den männlichen und weiblichen Handballern der SG Wald-Michelbach und des TV 02 Siedelsbrunn sowie von den Volleyballerinnen des ÜSC Wald-Michelbach genutzt wird.
Seit 2010 gibt es im Wald-Michelbacher Ortsteil Kreidach, direkt an der Kreidacher Höhe, eine Sommerrodelbahn. Sie hat eine Länge von einem Kilometer und verfügt über zwei Kreisel sowie ein Brückenbauwerk.
Nahe der Sommerrodelbahn gibt es seit 2013 einen Kletterwald, der auf bis zu 14 m Höhe durch das nahegelegte Waldstück verläuft.
Auf der 1994 stillgelegten Bahntrasse der Überwaldbahn kann man mit einer Solardraisine auf der Strecke zwischen Wald-Michelbach und Mörlenbach fahren.

### Regelmäßige Veranstaltungen
- Heimatfest (1. Wochenende im Juli)
- Fumaba
- Gassenmarkt
- Kerwe (3. Sonntag im August)
- Weihnachtsmarkt
- Kommunales Kino (2. Samstag im Monat)

## Wirtschaft und Infrastruktur

### Wirtschaft
Größter Arbeitgeber der Gemeinde und der Umgebung war bis zur Insolvenz 2005 das Unternehmen Coronet mit zuletzt 800 Mitarbeitern im Odenwald. 2009 waren davon noch 40 Arbeitsplätze übrig. Die Gemeinde Wald-Michelbach versucht seitdem, den Werksstandort als Industriepark IGENA zu vermarkten. Das Motorsport-Team von Joest Racing hat seinen Sitz in der Gemeinde. Weiter hat ADTANCE, ein im Bereich der Digitalisierung des industriellen Kundenservices tätiges Unternehmen, seinen Sitz in der Gemeinde.

### Gesundheitswesen
In Hanglage des Hardbergs im Ortsteil Siedelsbrunn befand sich bis 2008 die Fachklinik am Hardberg, eine Kurklinik für Psychotherapie und Suchtmedizin mit einer systemisch-hypnotherapeutischen Ausrichtung für 160 Patienten. Dort befindet sich seit 2010 das buddhistische Kloster Siedelsbrunn, in dem weiterhin verschiedene Angebote in den Bereichen Psychotherapie, Selbstfindung und auch Heilpraktikerleistungen angeboten werden.

### Bildung

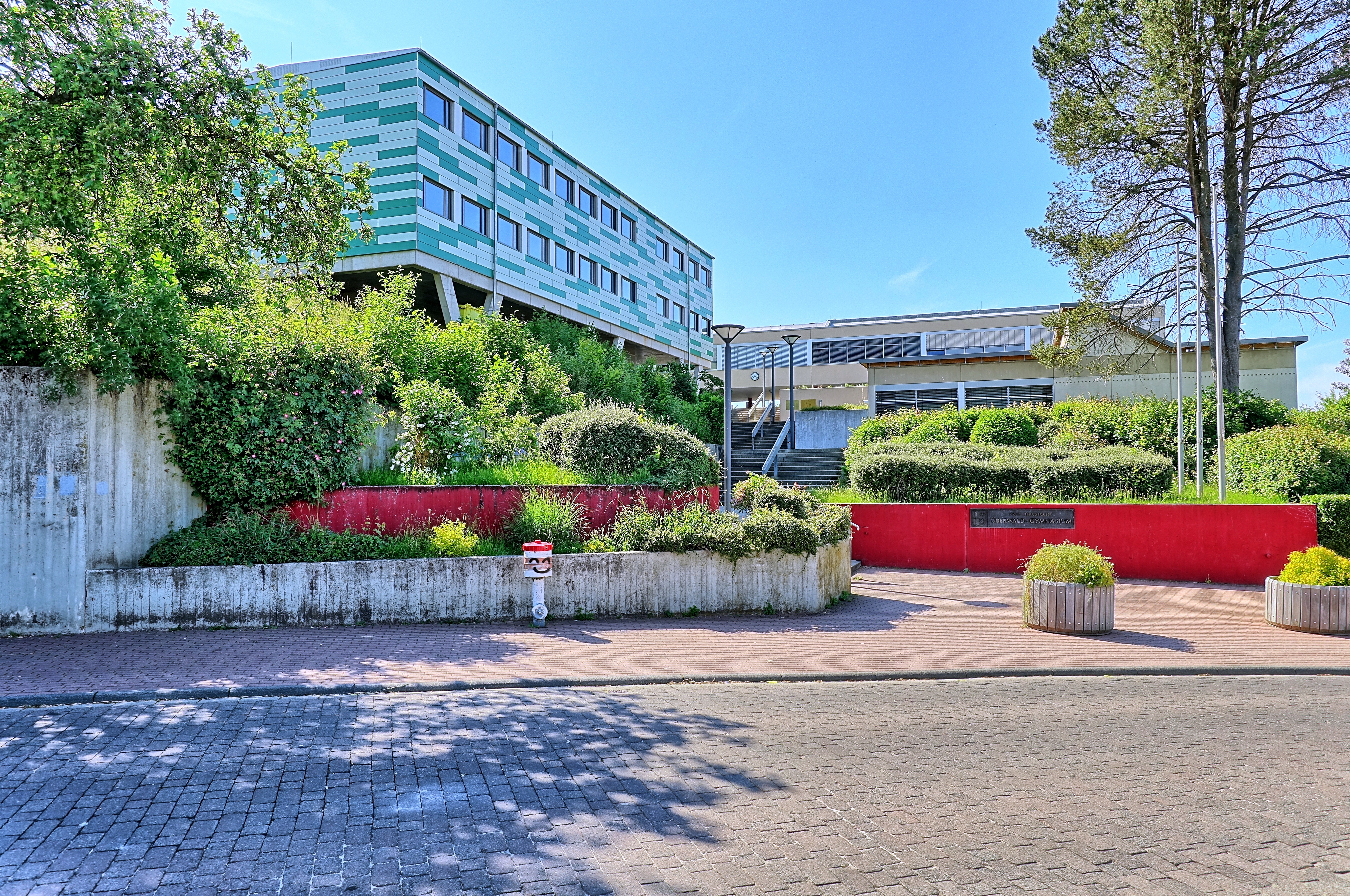
Das Überwald-Gymnasium

Die Gemeinde Wald-Michelbach besitzt zwei Grundschulen, eine Sonderschule, eine Haupt- und Realschule sowie ein Gymnasium. Seit 2007 gibt es zudem eine freie Schule in privater Trägerschaft.
Kerngemeinde
- Adam-Karrillon-Schule (Grundschule)
- Mary-Anne-Kübel-Schule (Schule für Lernhilfe)
- Eugen-Bachmann-Schule (Haupt- und Realschule)
- Überwald-Gymnasium
- Drachenschule Odenwald – freie Schule (Grund- u. Integrierte Gesamtschule 1.–10. Klasse)

Ortsteile
- Grundschule Unter-Schönmattenwag

### Bibliothek

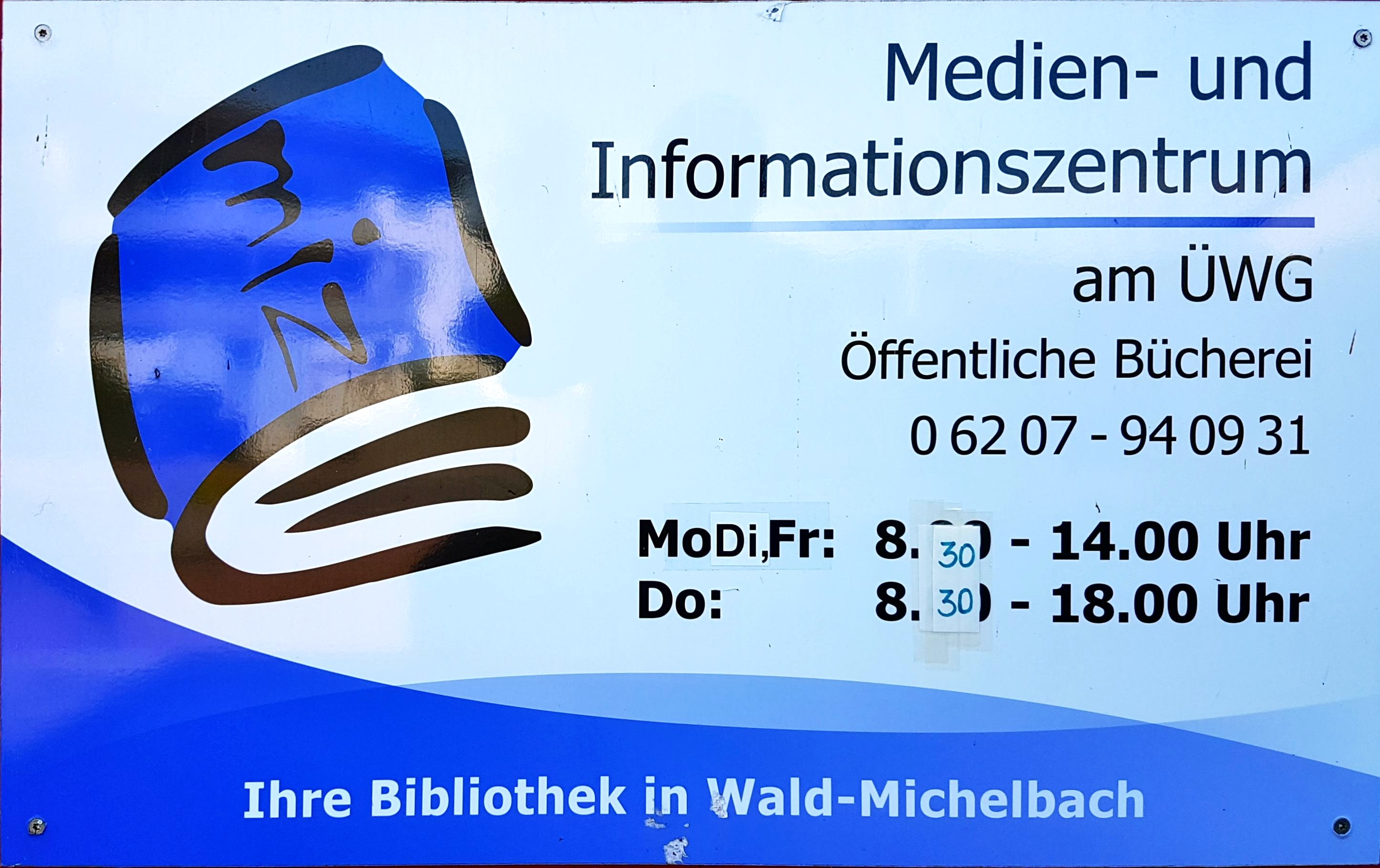
Die öffentliche Bücherei befindet sich am Überwald-Gymnasium

2007 eröffnete das Überwald-Gymnasium seine neue Bibliothek MIZ (Medien- und Informationszentrum). Diese darf nicht nur von allen Schülern, sondern auch von den Bürgern der umliegenden Gemeinden besucht und benutzt werden.

## Persönlichkeiten

### Ehrenbürger
- 1913: Rudolf Wünzer (1862–1929), Politiker[82]
- 1923: Adam Karrillon (1853–1938), Arzt und Schriftsteller, erster Büchner-Preisträger
- 1952: Josef Valentin Krämer (1891–1976), Pfarrer, Mitbegründer und stellvertretender Direktor des Überwald-Gymnasiums[82]
- 2008: Harald zur Hausen (1936–2023), Virologe und Nobelpreisträger 2008, lebte in der Gemeinde

### Söhne und Töchter der Gemeinde
- Prosper Donderer (1715–1779), Abt des Augustiner-Chorherrenstiftes und Reichsklosters Kreuzlingen
- Johann Christian Huy (1813–1875), hessischer Landwirt und Politiker
- Adam Gärtner, Bürgermeister. Er wurde wegen Teilnahme am Ober-Laudenbacher Gefecht (1849) 1852 zu zehn Jahren Zuchthaus verurteilt.
- Christoph Arnold (1839–1893), Richter und liberaler Politiker und Abgeordneter der Landstände des Großherzogtums Hessens
- Adam Karrillon (1853–1938), Arzt und Schriftsteller
- Heinrich Schlerf (1890–1970), Gründer der Coronet-Werke
- Heinrich König (1904–1978), Landrat in Offenbach, Ludwigshafen und Sankt Ingbert
- Karl Kübel (1909–2006), Gründer der Karl Kübel-Stiftung
- Eugen Bachmann (1913–1975), MdL (CDU) und Altbürgermeister von Wald-Michelbach (1948 bis 1975)
- Lothar Mark (* 1945), SPD-Politiker
- Bernd Walz (1957–2023), in Aschbach geborener Fußballspieler und -trainer
- Horst Arnold (1959–2012), Lehrer und Justizopfer aufgrund einer Falschaussage

### Weitere Persönlichkeiten
- Jürgen Gerlach (* 1938), ehemaliger Bundesvorsitzender der Tierschutzpartei, wohnt in Unter-Schönmattenwag

## Kuriosa
Anlässlich der Eröffnung der Überwaldbahn bestimmte die Eisenbahndirektion Mainz: „Leichen und Sprengstoffe werden nur in Michelbach zur Beförderung zugelassen“.